# Таннгаузен (Швабія)
Таннгаузен (нім. Thannhausen) — місто в Німеччині, знаходиться в землі Баварія. Підпорядковується адміністративному округу Швабія. Входить до складу району Гюнцбург. Центр об'єднання громад Таннгаузен.
Площа — 20,02 км2. Населення становить 6351 ос. (станом на 31 грудня 2020).

## Галерея

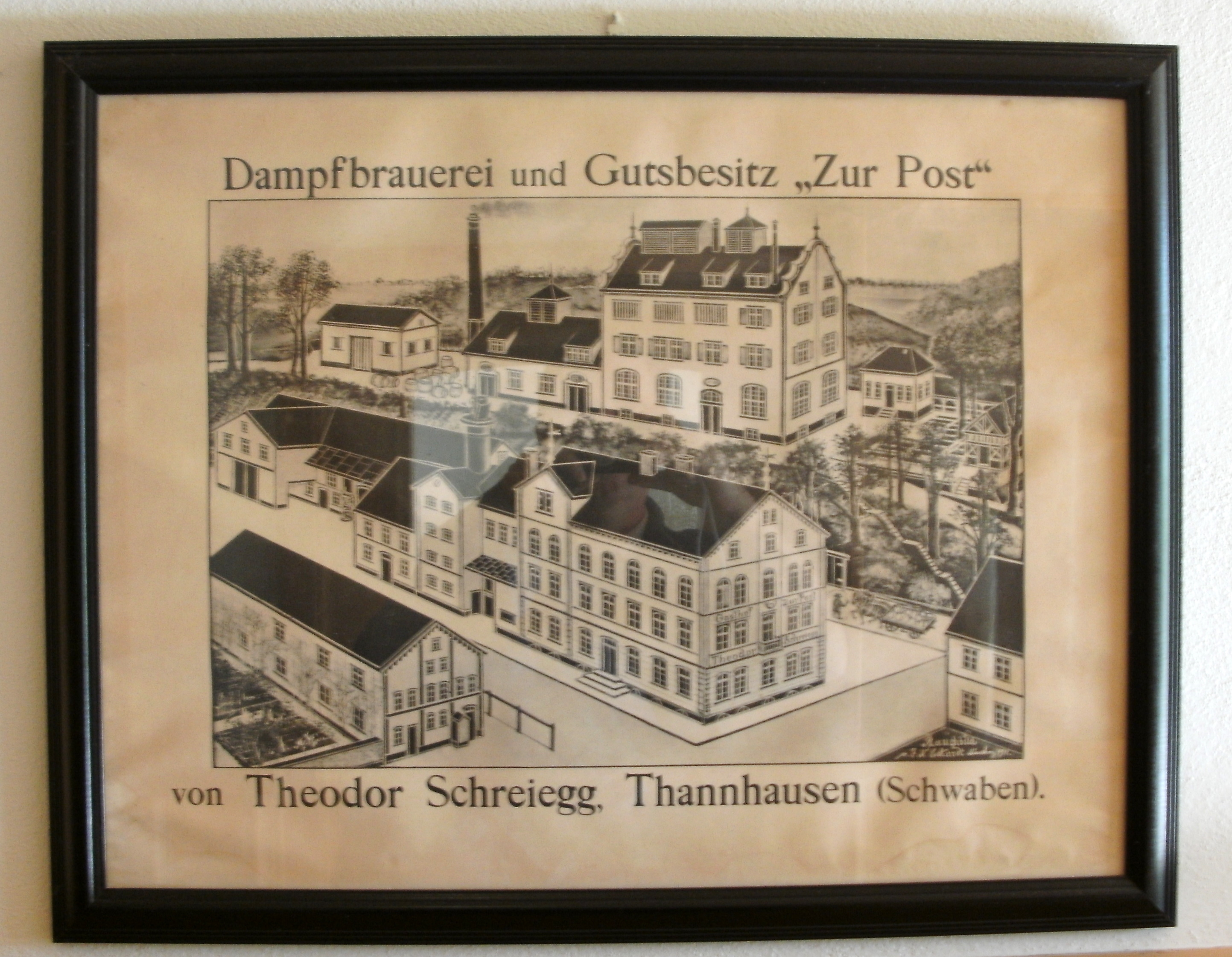